# Rete tranviaria di Cagliari (1893-1973)
La rete tranviaria di Cagliari, attiva fra il 1893 e il 1973, era formata da un insieme di linee che arrivò a contare 4 linee urbane e 2 extraurbane, realizzate per iniziativa privata e ampliate nel corso dei decenni. Il declino della stessa, iniziato nel secondo dopoguerra, vide in ultimo l'esercizio tranviario confinato alla direttrice che da Cagliari conduceva alla popolare spiaggia del Poetto.

## Storia

### Il primo esercizio a vapore

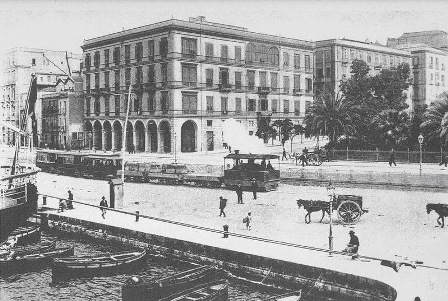
Cagliari, tram a vapore

Se la prima linea ferroviaria era già attiva nel 1862, bisognerà attendere diversi anni prima che il servizio tranviario veda luce in Sardegna. Il primo servizio tranviario cagliaritano fu promosso dall'imprenditore ligure Luigi Merello, al quale fu in seguito intitolato l'omonimo viale, e consisteva in una linea che dalla stazione di Cagliari raggiungeva Quartu Sant'Elena attraversando Pirri, Monserrato, Selargius e Quartucciu. L'impianto fu inaugurato il 2 settembre 1893 alla presenza di una nutrita folla festante nelle località attraversate. La gestione era affidata alla Società Strade Ferrate del Campidano, fondata fra il 1892 e il 1893 dallo stesso Merello.
L'esercizio proseguì con regolarità fino al maggio 1906, quando nella zona scoppiarono numerosi disordini sociali che si ripercossero anche sulla tranvia, con asportazione di binari, danneggiamento o distruzione del materiale rotabile ospitato presso il deposito di Quartu Sant'Elena (alcuni tram vennero gettati in mare dai portuali e braccianti disoccupati) e l'incendio di tale impianto. Compiuti i necessari di ripristino, l'esercizio ricominciò solo il 1º gennaio 1907.

### Due società tranviarie
Nel 1911 Amsicora Capra, proprietario della Società Vinalcool e che l'anno successivo avrebbe lanciato sul mercato la celebre Birra Ichnusa, acquistò le quote della Società Strade Ferrate del Campidano allo scopo di favorire il trasferimento dei vini prodotti nei suoi stabilimenti fino al porto di Cagliari da dove raggiungevano il mercato continentale. L'azienda prese contestualmente il nome di Tramvia del Campidano, che venne nuovamente mutato nel 1913, allorché il servizio fu esteso fino alla spiaggia del Poetto, in Tramvia del Campidano e del Poetto. Il 21 luglio 1912 la Società Elettrica Sarda (SES), azienda sostenuta dalla Banca Commerciale Italiana e dalla Società italiana per le strade ferrate meridionali ottenne dal Comune di Cagliari la concessione di tre linee tranviarie urbane e presentò la relativa domanda di concessione allo Stato il successivo 20 dicembre firmando il relativo disciplinare il 29 dello stesso mese; la stessa venne concessa direttamente alla SES con regio decreto n. 226 del 18 febbraio 1915. L'esercizio fu poi affidato attraverso la neocostituita Società Anonima Tranvie della Sardegna, fondata il 1º luglio 1920 con capitale di 1.300.000 ₤.
La prima linea a vapore seguiva, come già accennato, l'itinerario stazione ferroviaria - Pirri - Monserrato - Selargius - Quartucciu-Quartu Sant'Elena. Tale percorso della tranvia del Campidano, rimasto negli anni pressoché invariato, interessava via XX Settembre, via Sonnino, piazza Garibaldi, via Bacaredda, viale Pirri (dal 1959 intitolata a Francesco Ciusa), Pirri - via Italia (dove intersecava la ferrovia Cagliari-Sorgono/Arbatax), Monserrato (deviando a sud-est del centro abitato), via Zuddas, Selargius - Piazza Maria Vergine Assunta, Quartucciu, fino a Quartu presso il deposito e officine sociali che sorgevano nell'area in seguito occupata dai giardini pubblici.
La rete urbana a trazione elettrica, la cui costruzione fu concessa alla Società Elettrica Sarda, prevedeva in origine 3 linee, all'inizio non contraddistinte da lettere o numeri ma solo dai cartelli con i capolinea:
- linea 1 - piazza Municipio -via Pietro Martini - piazza Indipendenza - piazza Arsenale - viale Giardini Pubblici - viale Regina Elena - piazza Costituzione - piazzetta Martiri - via Manno - largo Carlo Felice - via Roma - piazza XX Settembre;
- linea 2 - via Garibaldi - piazza Costituzione - piazzetta Martiri - via Manno - piazza Yenne - corso Vittorio Emanuele - viale Sant'Avendrace;
- linea 3 - piazza XX Settembre - viale Bonaria - traversa Bonaria (poi attivata nel 1925 come tratto di collegamento fra la tranvia del Poetto e la Via Roma lato portici e non come linea autonoma);

il 27 febbraio 1915 vennero dunque attivate le linee Via Roma (altezza Piazza Darsena) - Piazza Palazzo e Crocicchio Sant'Avendrace (Piazza Trento)- Via Garibaldi; nel 1927 le linee assunsero un andamento radiale e i numeri di linea, con partenza ciascuna dalla Via Roma verso Largo Carlo Felice - Via Manno - Piazza Palazzo (linea 1), Largo Carlo Felice - Viale Trento - Sant'Avendrace (linea 2) e  Via Manno - Via Garibaldi (linea 3).
Tale rete subì negli anni diverse modifiche; il tratto in pendenza di via Manno, che causò alcuni deragliamenti, venne soppresso nell'anno 1942 e la linea 2 nel 1937 risultava coprire il percorso: Sant'Avendrace-viale Trento-corso Vittorio Emanuele II-largo Carlo Felice-via Roma-Bonaria.
Nell'aprile del 1929 il pacchetto di maggioranza della Società Tranvie della Sardegna fu acquisito anch'esso dalla Vinalcool, che procedette alla fusione delle due aziende che assunsero l'unico nome di Società Anonima Tranvie della Sardegna (STS).

### L'esercizio STS
L'elettrificazione della linea del Campidano, ormai unificata rispetto a quella urbana, proseguì celermente: completati i lavori nel 1929, nel 1930 fu avviato l'esercizio a trazione elettrica. Entro il 1936 venne inoltre raddoppiato il binario dalla stazione FS fino a San Mauro.

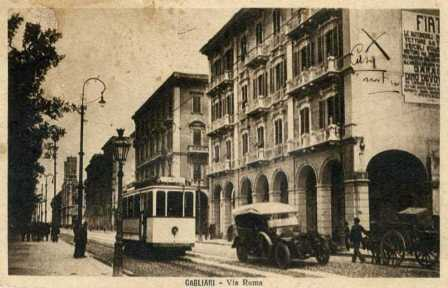
Tram in via Roma a Cagliari

La seconda guerra mondiale comportò per la rete cagliaritana pesanti danni, che sfociarono nella completa paralisi del servizio: l'esercizio proseguì infatti regolare fino ai bombardamenti del 1943; nel febbraio di tale anno le linee urbane e quella del Poetto dovettero essere sospese e quella del Campidano venne limitata al tratto da Quartu Sant'Elena fino a Cagliari San Mauro, per poi essere sospesa anch'essa a maggio. Il 3 febbraio 1944, con la vettura n. 22, si iniziò un primo tentativo di servizio su quest'ultima linea, dapprima fino a San Mauro, poi fino a piazza Garibaldi, consentendo agli operai del Campidano di raggiungere Cagliari, e quindi, entro l'inizio della stagione estiva, fino alla stazione. A novembre dello stesso anno risultavano in esercizio due linee tranviarie urbane: da piazza Yenne a Sant'Avendrace e da via Roma a via San Benedetto. Successivamente venne ripristinato anche il servizio anche tra piazza Garibaldi e Buoncammino e ripresero le corse verso il Poetto.

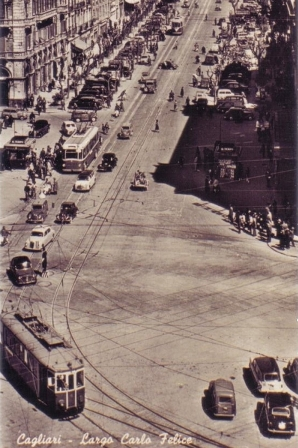
Tram in largo Carlo Felice a Cagliari

Dopo le distruzioni belliche del 1943 e la conseguente sospensione del servizio tranviario, lo stesso riprese gradualmente a partire dall'inizio del 1944, dapprima sulle linee extraurbane e poi su quelle urbane, man mano che le vie ridiventavano percorribili.
La rete urbana assunse conseguentemente una nuova conformazione: la linea 1 prese il percorso, corrispondente a quello definitivo, da piazza San Benedetto per piazza Sant'Avendrace, passando per via Paoli (tratta a binario unico della rete), via Sonnino, via Roma, corso Vittorio Emanuele (lungo il quale il tratto compreso fra le vie Sassari e Caprera era armato con binari embricati), viale Trento e viale Sant'Avendrace.
Altre porzioni a binario unico nel dopoguerra erano nella Via San Michele e nel tratto di collegamento fra Viale Trento e la prima parte di Viale Sant'Avendrace.
La linea 2, ripristinata successivamente, assunse dapprima il percorso provvisoria San Mauro-piazza Costituzione nel 1946, poi mutato in San Mauro-piazza Yenne.
Nell'agosto 1947 la rete risultava strutturata su 6 linee, massimo numero raggiunto dalla rete cagliaritana:
- linea 1 - San Benedetto-Sant'Avendrace
- linea 2 - San Mauro-via Bacaredda-piazza Garibaldi-via Sonnino-via Roma-largo Carlo Felice-piazza Yenne
- linea 3 - piazza Yenne-largo Carlo Felice-via Roma-via Sonnino-piazza Garibaldi-via Garibaldi-piazza Costituzione-viale Regina Elena
- linea 4 - piazza Yenne-largo Carlo Felice-via Roma-viale Diaz-tiro a segno
- linea Cagliari - Quartu Sant'Elena (extraurbana)
- linea Poetto (extraurbana)

Nell'ottobre dello stesso 1947 la linea 4 venne prolungata spostando il capolinea centrale in piazza Matteotti, di fronte alla stazione FS e quello periferico dalla chiesa di Bonaria a San Bartolomeo, in via del Poetto all'altezza della caserma Monfenera, lungo la tratta servita dalla tranvia extraurbana per il Poetto, che a differenza della linea 4, in ambito urbano osservava solo le fermate principali. Il percorso comune alle due linee aveva la caratteristica di interessare in un senso viale Bonaria e via Vittorio Bottego, e nell'altro percorrere via Diaz con un tratto comune al raccordo delle Ferrovie Complementari della Sardegna che univa la stazione di Viale Bonaria con quella delle FS. Dal lato opposto, la linea del Poetto seguiva un caratteristico percorso lungo la spiaggia.
Nel dicembre 1949 la linea 3 da viale Regina Elena fu prolungata verso porta Cristina e il viale Buoncammino con capolinea all'altezza della sede del Tribunale militare; per contro il capolinea centrale venne arretrato in piazza Costituzione. Nel medesimo anno i binari dalla carreggiata centrale della via Roma vennero spostati sul lato mare.
Successivamente, nel 1949, la linea 1 venne prolungata a nord est per via San Benedetto, con proseguimento sull'anello via Ariosto-via Pascoli (all'inizio con tutte le fermate come capolinea poi nella Via Pascoli con il nuovo capolinea)-via Petrarca e, fra il 1951 e il 1952, a nord ovest da piazza Sant'Avendrace (ove il capolinea era realizzato mediante un triangolo con binario di regresso) per piazza San Michele.
Nel 1952 fu inaugurato un nuovo impianto denominato Centro tranviario aziendale, su una superficie di 58.000 m², dotato di deposito e officina.
Il 31 luglio 1955 la linea tramviaria Poetto fu allungata dall'ippodromo fino all'Ospedale Marino.
Alla linea tramviaria extraurbana Cagliari - Quartu Sant'Elena, In previsione della successiva dismissione del binario unico da Selargius a Quartucciu, fu affiancata la nuova linea tramviaria Monserrato, dal percorso urbano identico a quello della linea per Quartu, con capolinea extraurbano nel binario di raccordo nei pressi dell'intersezione tra Via Riu Mortu e la fine di Via Zuddas.
Dal 6 dicembre 1959 la linea tramviaria per Monserrato fu semplicemente denominata M con capolinea extraurbano in un nuovo anello di inversione situato a pochi passi dall'ex aeroporto militare. Con questo rilancio della preesistente linea tramviaria, in vista dell'imminente dismissione del tratto verso Quartu prima e Selargius poi, fu prolungata ad ovest fino a piazza San Michele; tale capolinea era stato raggiunto dal 12 gennaio 1953 dalla linea 2 che venne dunque contestualmente assorbita dalla nuova linea M.

A Pirri, le vetture dirette a Monserrato transitavano in via Riva Villasanta, mentre al ritorno, dopo piazza Italia, si immettevano su via Santa Maria Chiara.
Negli stessi anni, oltre ad un piano di razionalizzazione del servizio extraurbano, si deliberò inoltre di acquistare nuovi tram e prolungare la linea del Poetto.

Conseguentemente, l'11 novembre 1961 venne chiuso il tratto - a binario unico fin dal 1893 - da Selargius a Quartu Sant'Elena e il 20 giugno 1963 cessò l'esercizio anche tra Monserrato e Selargius (come il precedente, anch'esso a binario unico lato strada), eliminando con ciò la tranvia del Campidano.

### L'esercizio ACT e la chiusura
Nel 1967, sull'onda delle politiche nazionali che miravano ad una graduale pubblicizzazione dei servizi e alla riduzione delle infrastrutture su ferro per agevolare le aziende petrolifere e i costruttori di autobus, la STS venne rilevata dal Comune di Cagliari, dalla Provincia di Cagliari e dal Comune di Quartu Sant'Elena, che costituirono l'Azienda Consorziale Trasporti (ACT) nata dalla fusione tra la STS e il Consorzio Trasporti Pubblici (CTP).
Il previsto programma di ammodernamento delle tranvie del Poetto, che era già stato approvato con decreti ministeriali del 10 giugno 1955 e del 9 dicembre 1959 e che comprendeva il prolungamento della linea e la fornitura di due nuove motrici a carrelli per un importo di 52 milioni e mezzo di lire, fu conseguentemente abbandonato e in suo luogo si optò per la totale sostituzione della linea con autoservizi svolti con autobus a 2 piani, ma alla dismissione del servizio tramviario si optò per l'impiego dei diffusi (ad un piano) Fiat 409 SEAC.
Pertanto, con l'inizio della gestione ACT (1967), la rete risultava dunque così composta:
- linea 1 - piazza San Michele-piazza Pascoli/Michelangelo
- linea 4 - piazza Matteotti-caserme funzionali
- linea M - piazza San Michele-Monserrato
- linea P - piazza Matteotti-Ospedale Marino/Poetto

L'ultima linea tranviaria urbana, la n°1, cessò il servizio il 13 luglio 1968, e venne sostituita dal giorno seguente da un servizio automobilistico.

Contemporaneamente, la linea tramviaria 4 (Piazza Matteotti - Caserme Funzionali) fu accorpata dalla linea P (che nel tratto urbano fino a S. Bartolomeo ne ricalcava in toto il percorso) e la linea M arretrò il capolinea Ovest in Piazza Matteotti (Stazione F.S.).
La linea M per Monserrato fu definitivamente soppressa nel dicembre 1971, lasciando in esercizio il solo tratto stazione-piazza Amendola-deposito viale Ciusa, utilizzato per l'uscita e il rientro delle vetture per il Poetto.
La prima rete tramviaria di Cagliari chiuse l'esercizio sabato 17 novembre 1973 con l'ultima corsa notturna sull'unica linea rimasta, quella per il Poetto, terminando così dopo 80 anni la storia del trasporto pubblico urbano su rotaia nel capoluogo.
Nel 2008 fu inaugurata una nuova rete tramviaria a Cagliari da Piazza Repubblica a Monserrato, su sede protetta, la cui gestione stavolta è affidata all'ARST.

## Materiale rotabile

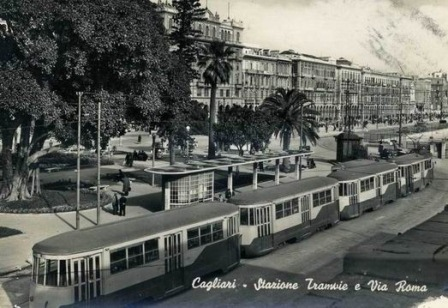
Capolinea delle linee interurbane

Sulla rete di Cagliari prestò servizio un parco vetture nutrito ed eterogeneo, dalle originarie locomotive a vapore ai tram elettrici sia a 2 assi che a carrelli, con gruppi di nuova costruzione così come costituiti da vetture di seconda mano, fino alle unità giunte nel 1963 che rappresentarono fra gli ultimi tram costruiti prima dell'estesa ondata di soppressioni che cancellò in tale periodo le reti di molte città europee.
La presenza di linee extraurbane portò alla peculiarità di possedere vetture che dall'entrata in vigore della riforma del codice della strada del 1959 vennero dotati di doppi fanali (come nel caso delle "Tallero", delle "Moncenisio" e delle "giardiniere") e del caratteristico fischio di tipo ferroviario.
Tutte le motrici cagliaritane adottavano prese di corrente ad archetto a lira o prese a doppia stanga e strisciante, ad eccezione del gruppo proveniente dalla rete di Padova, dotate di pantografo tradizionale. Le porte erano in tutti i casi in legno.

### Locomotive a vapore
Nel biennio 1893-1894 entrarono in servizio cinque locomotive a vapore cabinate a tre assi, costruite dalla Krauss; ad esse si affiancò nel 1914 una motrice analoga, battezzata "Roma", sempre di costruzione Krauss ma più potente (130 CV anziché 100).

### Serie 1-8, poi 40-45
Le prime elettromotrici immesse in servizio furono le vetture costruite da Carminati & Toselli con equipaggiamenti elettrici TIBB del 1914, cui furono assegnati i numeri sociali 1-8. Sei di esse furono ricostruite dalle Tramvie della Sardegna con equipaggiamento elettrico Ansaldo, e rinumerate 40-45. Le casse presentavano, fra un esemplare e l'altro, alcune differenze. La vettura n. 1 venne trasformata in rimorchiata.
La vettura 43 fu in seguito usata, fino alla cessazione del servizio tranviario, come veicolo di servizio.
I rimorchi accoppiati alle 40-45 provenivano generalmente dal parco delle precedenti tranvie a vapore (serie 200), ma vennero utilizzati altresì i più grandi rimorchi a carrelli della serie 81-86.

### Serie 11-16, poi 140-145
6 motrici a due assi, anch'esse di costruzione Carminati & Toselli/TIBB giunsero a Cagliari nel 1926; si trattava di vetture bidirezionali a terrazzini con accesso chiuso da cancelletti. Nel 1951-52 le stesse furono rinumerate dalla STS 140-145 dopo una ricostruzione effettuata direttamente a cura delle officine sociali di Quartu Sant'Elena, con impiego di equipaggiamenti elettrici Ansaldo. Tali vetture si distinguevano dalle "nuove" 40-45 (ex 1-8) per la maggiore lunghezza e l'aggiunta di un'ulteriore anta posta di fianco alla porta anteriore, che fu specializzata per la salita dei soli abbonati.
Analogamente alla serie precedente, i rimorchi accoppiati alle 140-145 provenivano generalmente dal parco delle precedenti tranvie a vapore (serie 200), ma vennero utilizzati anche i più grandi rimorchi a carrelli della serie 81-86.

### Serie 17-19 (20)
Costruttivamente analoghe alle precedenti ma con equipaggiamenti elettrici CGE, queste 3 vetture del 1936 si distinguevano da esse per la presenza, in luogo dei cancelletti, di porte a soffietto a doppia anta. Curiosamente, in seguito a due gravi incidenti in cui il primo esemplare fu coinvolto e che ne comportarono l'integrale ricostruzione della cassa, per motivi scaramantici la numerazione di tale vettura passò da 17 a 20
La vettura n. 19 fu in seguito usata, fino alla cessazione del servizio tranviario, come veicolo di servizio.

### Serie 21-24 "giardiniere"
Le 4 vetture consegnate nel 1924, ancora una volta di costruzione Carminati & Toselli /TIBB, furono le prime motrici cagliaritane a carrelli e adottavano la peculiare soluzione "Maximum Traction" con un asse motore e un asse portante di minori dimensioni per ciascun carrello. Per le loro maggiori dimensioni vennero destinate alla linea di Quartu Sant'Elena.
Le suddette vetture vennero poi utilizzate anche sulla linea del Poetto, dove prestarono servizio fino alla stagione balneare del 1973, espletando le corse limitate Stadio - Poetto.  
Alle elettromotrici erano accoppiati altrettanti rimorchi realizzati dal medesimo costruttore e immatricolati nella serie 81-86.

### Serie 309-317 ex rete di Padova
In occasione della chiusura della rete tranviaria di Padova, avvenuta nel 1954, giunsero a Cagliari 9 vetture di produzione Stanga/TIBB del 1931 denominate "reginette" e immatricolate nella città veneta nel gruppo 1210-1219 (l'unità 1211 era andata demolita durante la seconda guerra mondiale). Dotate di 4 motori per complessivi 96 kW, avevano la lunghezza di 11,8 metri e presentavano una tara pari a 14,3 t.
Modificato lo scartamento dall'originario metrico, tali motrici furono immatricolate presso la STS come gruppo 309-317. Usate prevalentemente per il servizio sulla linea 1 e comunemente indicate come "padovane", dal 1968 furono trasferite alle linee M e P.

### Serie 305-308 e 318-325
Nel 1953 si ebbe una fornitura di vetture nuove, costituita dalle motrici costruite dalle officine Tallero (il soprannome "Tallero" venne in seguito impropriamente utilizzato anche per indicare le vetture analoghe) numerate 305-308.
A tali unità fecero seguito nel 1957 le motrici 318-323 costruite dalle Officine Moncenisio di Condove ed infine, nel 1963, le 324-325 prodotte dalle Officine di Cittadella.
Tutte le unità di tali gruppi montavano 4 motori per complessivi 176 kW, avevano la lunghezza di 13,6 metri e presentavano una tara pari a 15,85 t.

### Serie 31-34, poi 301-304 ex Biella-Oropa
Nel 1927 giunsero dalla tranvia Biella-Oropa, che aveva operato il cambio di alimentazione da 750 V a 2.400 V, alcune vetture bidirezionali a carrelli della serie 1-8, di costruzione belga con equipaggiamento elettrico AEG Thomson-Houston del 1911. In una relazione di esercizio del settembre 1944 tali unità sono citate come in servizio e immatricolate 31-34.
Si trattava di vetture a due assi motori dotate di ulteriori assi portanti secondo il già citato brevetto "Maximum Traction" che vennero destinate alla linea extraurbana del Poetto e per tale motivo videro l'applicazione di due fanali al posto dell'unico posizionato in origine al centro del frontale. Fra il 1949 e il 1951 le stesse vennero ricostruite dalle STS a Quartu Sant'Elena come normali unità a carrelli equipaggiate con azionamenti Ansaldo, andando a formare il gruppo 301-304.
A tali elettromotrici era accoppiato il gruppo di 4 rimorchiate 221-22; tali rotabili circolarono fino al 1972 circa.

### Locomotore LE 1
Completava la dotazione del parco trazione un locomotore tranviario a cassa centrale con avancorpi di costruzione Carminati e Toselli del 1930 con equipaggiamenti elettrici TIBB.

### Materiale motore - prospetto di sintesi
| Unità              | Anno di acquisizione    | Costruttori          | Potenza | Note                                  |
| ------------------ | ----------------------- | -------------------- | ------- | ------------------------------------- |
| 1-5                | 1893-94                 | Krauss               | 100 CV  | Locomotive a vapore                   |
| 6                  | 1914                    | Krauss               | 130 CV  | Locomotive a vapore                   |
| 1-8, poi 40-45     | 1914                    | CaTo/TIBB            | 74 kW   | 43 trasformata in veicolo di servizio |
| 11-16, poi 140-145 | 1926                    | CaTo/TIBB            |         |                                       |
| 17-19, poi 18-20   | 1936                    | CaTo/TIBB            | 80 kW   | 19 trasformata in veicolo di servizio |
| 21-24              | 1924                    | CaTo/TIBB            | 140 kW  |                                       |
| 31-34, poi 301-304 | 1927 (costruzione 1911) | STS/Ansaldo          | 78 kW   | Ex Biella-Oropa                       |
| 305-308            | 1953                    | Tallero/TIBB-CGE     | 176 kW  |                                       |
| 309-317            | 1954 (costruzione 1931) | Stanga/TIBB          | 96 kW   | Ex 1210, 1212-1219 rete di Padova     |
| 318-323            | 1957                    | Moncenisio//TIBB-CGE | 176 kW  |                                       |
| 324-325            | 1963                    | Cittadella//TIBB-CGE | 176 kW  |                                       |
| LE 1               | 1934                    | CaTo/TIBB            | 148 kW  |                                       |